# Nationaal park Iguaçu
Het nationaal park Iguaçu (Portugees: Parque Nacional do Iguaçu) is een groot natuurpark in het zuidwesten van de Braziliaanse staat Paraná, vlak bij het drielandenpunt tussen Argentinië, Paraguay en Brazilië, waar de rivieren de Paraná en de Iguaçu samenvloeien. In het zuiden grenst het aan het Argentijnse nationaal park Iguazú. Beide namen zijn afgeleid van de Guaraní woorden í (water) en guazú (groot). Nabij het park ligt de op een na grootste stuwdam ter wereld, de Itaipudam, gevoed door de Paraná rivier.
Het park werd gecreëerd op 10 januari 1939 en heeft een oppervlakte van 185.262,2 ha. Het is beroemd vanwege de 2700 meter brede Iguaçuwatervallen op de grens met Argentinië, die een grote toeristische trekpleister vormen. Het meest indrukwekkende deel hiervan is de zogenaamde duivelskeel (Portugees: garganta do diabo), een (bijna) cirkelvormige waterval van 80 m hoog. Rondom de waterval bevindt zich een subtropisch regenwoud met meer dan 2700 plantensoorten. In het park komen dieren voor zoals de reuzenotter, de reuzenmiereneter, de tapir, de jaguar en de kaaiman. Het park staat sinds 1986 op de Werelderfgoedlijst.
Het nationaal park is in het zuidwesten bereikbaar met de weg BR-469. In het noorden met de BR-277.